# Egmont Wildhirt
Egmont Wildhirt (* 23. März 1924 in Stuttgart; † 24. Juli 2011 in Kassel) war ein deutscher Hepatologe, Universitätsprofessor und Klinikleiter.
Wildhirt legte 1942 am Stuttgarter Karls-Gymnasium das Abitur ab. 1948 promovierte er mit dem Werk Die Thorakokaustik und ihre Grenzen: Strangdurchbrenng um jeden Preis? an der Uni Tübingen zum Dr. med. 1963 erfolgte seine Habilitation an der Universität Göttingen, mit der Schrift „Bedeutung und Wert der Laparoskopie und gezielten Leberpunktion: Eine Analyse von 6100 eigenen Untersuchungen“. 
Als junger Arzt kam Wildhirt als Assistent von Heinrich Otto Kalk an das Kasseler Stadtkrankenhaus. 1964 wurde Wildhirt dessen Nachfolger, als leitender Arzt der Medizinischen Klinik I des Klinikums Kassel.
Wildhirts Wissen war in der ganzen Welt gefragt. So hat er in sämtlichen Ländern der Erde Vorträge und Vorlesungen gehalten. Besonders oft führte ihn sein Weg nach Südamerika und vor allem nach Japan, wo er ab dem Jahr 1981 Gastprofessor an der Tokai-Universität in Tokio war – neben Professuren an den beiden Universitäten Marburg und Göttingen. Am Kasseler Klinikum war Wildhirt 26 Jahre in leitender Funktion tätig.
Später übernahm Wildhirt die konsiliarische Leitung einer Rehabilitationsklinik in Bad Wildungen und betrieb eine Privatpraxis.
Seit 1949 war Egmont Wildhirt Mitglied der Studentenverbindung Landsmannschaft Schottland.

## Ehrungen
- 1989 Verdienstkreuz 1. Klasse des Verdienstordens der Bundesrepublik Deutschland

## Veröffentlichungen
- Fortschritte der Gastroenterologie: Zum 65. Geburtstag von Prof. Dr. Heinz Kalk, Urban & Schwarzenberg, München 1960.
- mit Heinz Kalk: Lehrbuch und Atlas der Laparoskopie und Leberpunktion, Thieme, Stuttgart 1962.
- mit Wilhelm Wepler: Klinische Histopathologie der Leber : Ein Atlas, Thieme, Kassel 1968.
- Der heutige Stand der Therapie der Leberkrankheiten, Kassel 1969.
- Hepatologie für die Praxis, Thiemig, Kassel 1980.
- Hepatologie 1989: Schloß-Hotel Kassel-Wilhelmshöhe / Internationales Leber-Symposium anläßlich des 65. Geburtstages von Prof. Dr. E. Wildhirt, Kassel, 18. März 1989, Erdmann-Brenger, Kassel 1989.
- Heinrich-Otto Kalk. 1895 - 1973 ; Lebensbild eines Gastroenterologen und Hepatologen ; veröffentlicht aus Anlaß des 100. Geburtstages am 1. Juli 1995. Falk Foundation, Freiburg i. Br. 1995, ISBN 3-929713-30-6.